# Рябовское сельское поселение (Волгоградская область)
Ря́бовское се́льское поселе́ние — муниципальное образование (сельское поселение) в составе Алексеевского района Волгоградской области.
Административный центр — хутор Рябовский.
Глава Алексеевского сельского поселения — Важов Михаил Иванович.

## География
Поселение расположено на юго-западе Алексеевского района.
Граничит с:
- на северо-западе и севере — с Нехаевским районом
- северо-востоке — с Реченским и Трёхложинским сельскими поселениями
- на востоке — с Кумылженским районом
- на юге — с Ростовской областью

## Население
| 2002  | 2010  | 2012  | 2013  | 2014  | 2015  | 2016  |
| ----- | ----- | ----- | ----- | ----- | ----- | ----- |
| 1740  | ↘1189 | ↘1148 | ↘1127 | ↘1091 | ↘1087 | ↘1047 |
| 2017  | 2018  | 2019  | 2020  | 2021  |       |       |
| ↘1035 | ↘1008 | ↘980  | ↘966  | ↘961  |       |       |

## Административное деление
Код ОКАТО — 18 202 828 000
Код ОКТМО — 18 602 428
На территории поселения находятся 6 хуторов.
| Название    | ОКАТО          | Тип населённого пункта        | Население, тыс. чел |
| ----------- | -------------- | ----------------------------- | ------------------- |
| Рябовский   | 18 202 828 001 | хутор, административный центр | 871                 |
| Андреяновка | 18 202 828 002 | хутор                         | 102                 |
| Гремячий    | 18 202 828 003 | хутор                         | 0                   |
| Ежовка      | 18 202 828 004 | хутор                         | 160                 |
| Политовский | 18 202 828 005 | хутор                         | 0                   |
| Становский  | 18 202 828 006 | хутор                         | 56                  |

## Власть
В соответствии с Законом Волгоградской области от 18 ноября 2005 г. N 1120-ОД «Об установлении наименований органов местного самоуправления в Волгоградской области», в Рябовском сельском поселении установлена следующая система и наименования органов местного самоуправления:
- Дума Рябовского сельского поселения (11 октября 2009 года избран второй созыв)
численность (первого созыва) — 10 депутатов[15]
избирательная система — мажоритарная, один многомандатный избирательный округ.
- Глава Рябовского сельского поселения — Важов Михаил Иванович (избран 11 октября 2009 года)[3]
- Администрация Рябовского сельского поселения